# アトランタ銃乱射事件
アトランタ銃乱射事件（アトランタじゅうらんしゃじけん）とは、1999年7月29日にアメリカ合衆国アトランタで起こったデイトレーダーの銃乱射事件である。12人が死亡、13人が重軽傷を負った。

## 事件概要
デイトレードによって10万5千ドルもの損失を出した犯人のマーク・オーリン・バートン（1955年4月2日生まれ。犯行当時44歳）は将来を悲観し、1999年7月27日に就寝中の妻を撲殺、28日には子供2人も撲殺した。
29日には株取引会社の「オールテック・インベストメントグループ」社を訪れ銃を乱射、5人を殺害した。その後「モーメンタム・セキュリティーズ」社も訪れて銃を乱射、4人を殺害した。
警察はバートンの家を捜索し、殺害されている妻子を発見した。現場には犯行を告白するメモが残されており、（後述する）1993年の妻と妻の母親の死亡については自身の関与を強く否定している。
姿を消したバートンはジョージア州ケネソーへ逃亡し、少女を人質にしようとするが失敗。ガソリンスタンドで車に立てこもった状態で発見され、警察の包囲を受けるが、銃で自殺した。

## 犯人像
犯人のバートンはジョージア州ストックブリッジ生まれ。空軍軍人の家庭に生まれ、サウスカロライナ州で育った。クレムゾン大学とサウスカロライナ大学を卒業した化学技師であった。その後アトランタに戻り、就職して結婚。2人の子供に恵まれた。
仕事の都合で家族共々アーカンソー州に移住するが、この頃から精神疾患に罹っていたようであり、勤めていた会社を解雇されたことを逆恨みし、その会社の情報を消去して刑務所に収監された。
その後アトランタに戻って再就職するが、1993年には妻と妻の母親を撲殺した容疑で逮捕された（証拠不十分で釈放）。1995年に子供をつれて妻の友人と再婚した。